# Masakra w Zug
Masakra w Zug – strzelanina, do której doszło 27 września 2001 roku w parlamencie lokalnym (odpowiednik polskiego sejmiku wojewódzkiego) kantonu Zug w mieście Zug w Szwajcarii. Sprawcą masakry był 57-letni Friedrich Leibacher, mężczyzna o skrajnie antysystemowych poglądach z zaburzeniami psychicznymi. W strzelaninie zginęło 14 lokalnych polityków, a 18 zostało rannych, sprawca natomiast popełnił samobójstwo.

## Przebieg
Strzelanina wybuchła o 10:32 rano w parlamencie lokalnym kantonu Zug – sprawca zaczął strzelać na korytarzach budynku, a później wszedł na salę plenarną, gdzie odbywało się zgromadzenie i kontynuował ostrzał; w strzelaninie zginęło 14 polityków, a 18 zostało rannych. Napastnik na koniec zdetonował bombę domowej roboty, ale nie raniła ona nikogo, po czym, chwilę później, popełnił samobójstwo przez strzał z broni palnej.

## Ofiary strzelaniny[2]
- Peter Bossard (partia FDP)
- Monika Hutter-Häfliger (partia SP)
- Jean-Paul Flaschmann (partia SVP)
- Herbert Arnet (partia CVP)
- Martin Döbeli (FDP)
- Dorly Heimgartner (FDP)
- Kurt Nussbaumer (CVP)
- Rolf Nussbaumer (CVP)
- Konrad Häusler (CVP)
- Erich Iten (FDP)
- Karl Gretener (CVP)
- Willi Wismer (CVP)
- Heinz Grüter (FDP)
- Käthi Langenegger (CVP)
- Friedrich Heinz Leibacher (sprawca)

## Sprawca
Sprawcą masakry był 57-letni Friedrich Heinz Leibacher (ur. 21 lipca 1944 w Zug), miejscowy mieszkaniec z problemami alkoholowymi. Napastnik cierpiał ponadto na schorzenia psychiczne o charakterze urojeniowym; w latach 60. XX wieku założył własną firmę, która jednak upadła, miał także za sobą kilka nieudanych małżeństw z kobietami z Dominikany i w tym czasie miał się najprawdopodobniej załamać psychicznie, gdyż dopuścił się szeregu przestępstw (kazirodztwo, kilka pobić, kradzież oraz fałszerstwo), za które został skazany w 1970 roku, przez co stał się bezrobotny i w wyniku tych przeżyć Leibacher zaczął jeszcze bardziej podupadać psychicznie, nabierać skrajnie antysystemowych poglądów, graniczących z nienawiścią do polityki i polityków – przed atakiem Leibacher napisał notatkę, w której opisał swoją masakrę jako dzień wybuchu mojej wściekłości na mafię z Zug.

## Po ataku
Po ataku wiele lokalnych parlamentów kantonowych zaczęło wdrażać dodatkowe środki bezpieczeństwa. Niektóre ustanowiły rygorystyczne środki dla odwiedzających tego rodzaju miejsca. Policja i inne służby zaczęły bardziej poważnie traktować pogróżki pod adresem różnych instytucji państwowych.